# Igor Ilić
Igor Ilić (16. rujna 1977.) je hrvatski nogometaš iz Bosne i Hercegovine. Porijeklom je iz Ilijaša.

## Karijera
Igrao je u juniorima zagrebačkog Dinama, u generaciji s kasnijim hrvatskim reprezentativcima Josipom Šimićem i Igorom Bišćanom. Nakon završetka juniorskog staža igrao je za FK Rudar Kakanj, NK Široki Brijeg, HNK Grude, NK Posušje te ponovno Rudar (sedam uzastopnih sezona). Zadnji klub za koji je igrao bila je uskopaljska Sloga.
Sredinom 1990-ih upisao je tri nastupa za mlade reprezentacije Hrvatske.
Nakon okončanja igračke karijere bavi se trenerskim poslom.

## Vanjske poveznice
- Profil na transfermarkt.de